# قوشچی (قزوین)

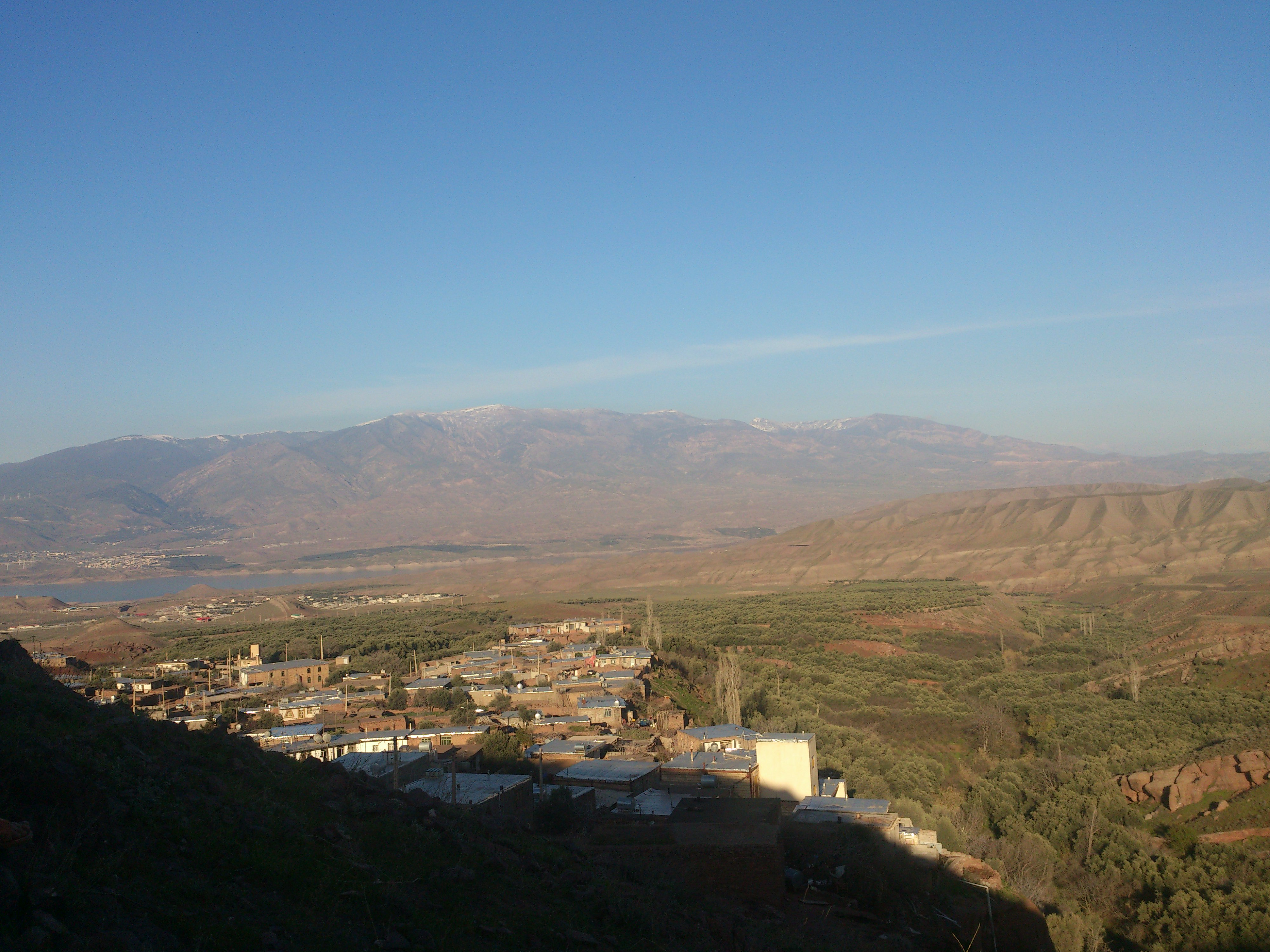
نمای بالایی روستای قوشچی

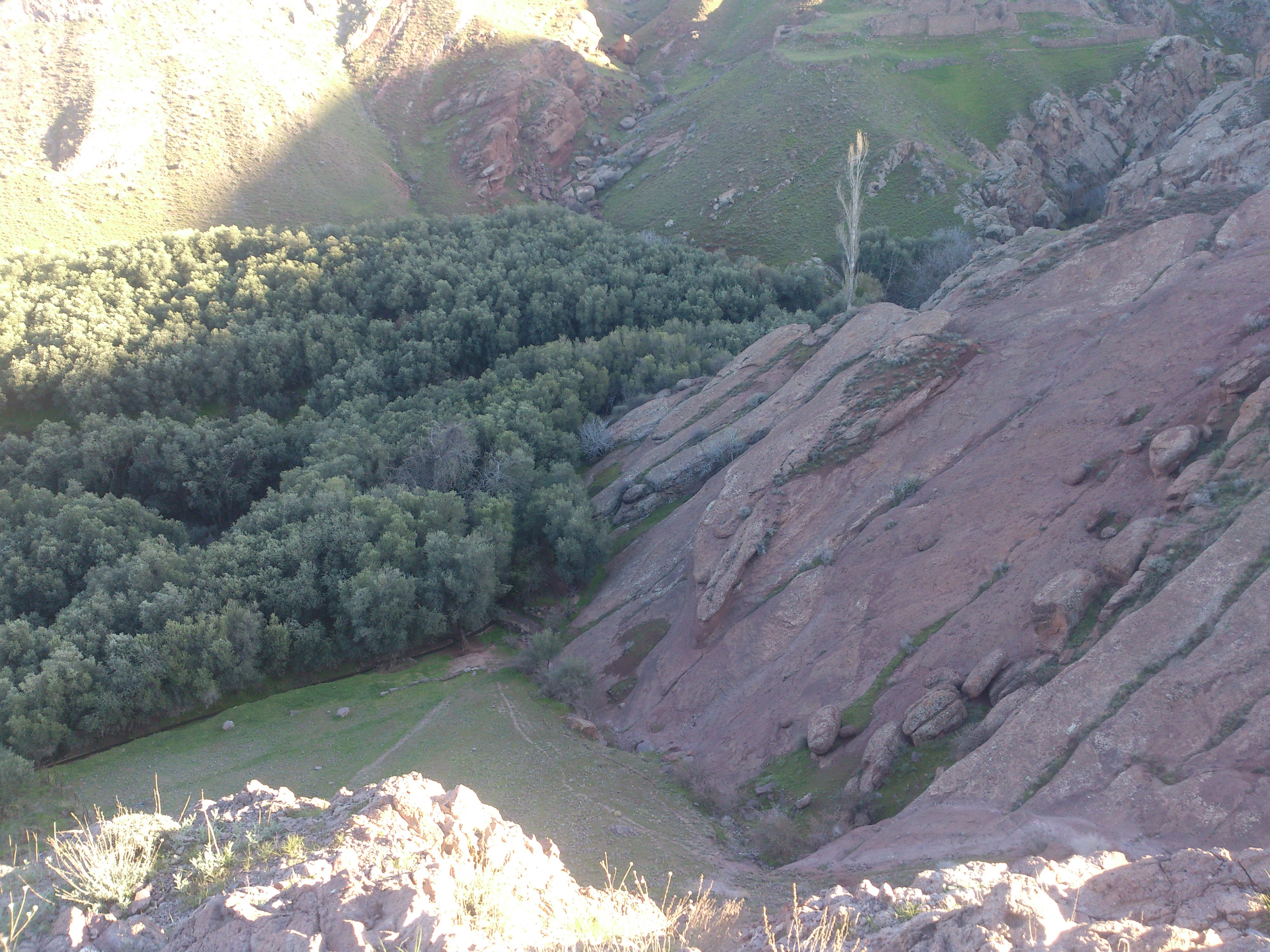
نمایی از باغ‌های روستای قوشچی

روستای قوشچی از توابع بخش طارم سفلی شهرستان قزوین است که این بخش از شمال به استان گیلان، از جنوب و غرب با استان زنجان همجوار است. محصولات کشاورزی آن اغلب به صورت باغی بوده، زیتون و انار از عمده محصولات اقتصادی این روستا می‌باشد. مالکیت املاک در این روستا از ابتدا به صورت خرده مالکی بوده و آثاری از ارباب رعیتی در این روستا دیده نمی‌شود. این روستا در سال ۱۳۹۵ دارای ۱۶۲ خانوار ساکن بوده که به زبان ترکی آذربایجانی صحبت می‌کنند و مهاجرت اغلب خانوارهای مهاجر روستا نیز که اغلب در دهه ۵۰ و ۶۰ به خصوص با رونق صنایع اتفاق افتاده به استان‌های تهران، گیلان و قزوین بوده است. اغلب اهالی این روستا که در شهرها ساکن هستند، برای برداشت محصول به خصوص در فصول تابستان و پاییز به روستا مراجعت می‌کنند؛ و نام خانوادگی و شهرت بیش از ۹۹ درصد اهالی این روستا "کلهر" بوده و بسیاری از این اهالی نیز نسبت خویشاوندی داشته و ارتباط اجتماعی و معاشرتی خوبی نیز با یکدیگر دارند. از آن جائی که شغل اهالی این روستا دامداری و کشاورزی بوده لذا علاوه بر کشت غلات و باغات، اغلب اهالی این روستا کوچ‌نشین هستند و در بهار و تابستان به ییلاقات کوچ می‌کنند؛ و در زمستان و پائیز نیز این روستا قشلاق آنان است که"ساختمان" ،"فردوس " و"دربند" و کمی قبل تر "حاجتگاه"نام‌های محلی ییلاقات ساکنین این روستا است. شایان ذکر است اکثر اهالی این روستا با دیپلماسی ملایم و روابط اجتماعی توأم با تعامل در اکثر ارگان‌های دولتی به خصوص در شهرستان قزوین اشتغال دارند. بیش از ۵ دهه قبل در این روستا صنعت فراوری زیتون و استحصال روغن زیتون در این روستا فعال گردید. به علاوه اینکه آسیاب این روستا نیز قدمت ۷۰ ساله داشته و اغلب روستاهای مجاور برای فراوری قوت خود به این روستا مراجعه می‌نمودند. همچنین این روستا دارای حمام عمومی قدیمی می‌باشد. از آنجائیکه اهالی این روستا اغلب مردمی سخت کوش و زحمت کش بوده و هستند، لذا اکثر جوانان آن به خصوص از دهه ۵۰ به بعد در امر تحصیل کوشا بوده و الحمدا.. به درجات خوبی هم نائل گردیده‌اند. گویش مردم این روستا به زبان ترکی آذری بوده و تا حدود زیادی نیز سنت‌های اجتماعی آنان دگرگون شده و دستخوش تحول جامعه صنعتی قرار گرفته است، اما با این وجود برخی رسوم همانند کوچ نشینی و جشن برداشت میوه و نوروز باستانی در روستا را حفظ نموده‌اند. توسعه فیزیکی روستا به دلیل محصور بودن و قرار گرفتن در دامنه کوه دشوار اما شدنی می‌باشد. از جمله برجستگی‌های اقلیمی ای روستا هوای معتدل آن و وجود چشمه آب معدنی در محدوده جنوبی آن است که برای رفع عفونت‌ها و سنگ کلیه بسیار سودمند است که مردم اهالی کلهر آن را کسمبعین تلفظ می‌کنند، و از آثار تاریخی ییلاقات قوشچی می‌توان به اوغلان قلعه، قیز قلعه و اوشاق قلعه اشاره نمود که نماد قوشچی می‌باشند و مهد تمدن ساسانیان تا دوره مغول بوده است. از ارتفاعات زراعی به کوهستان چیچکلی، تمهلیک، آشاغی بیبار و حاجتگاه در ییلاقات می‌باشد.

## گونه‌های زیست‌بومی
جانداران موجود در حیات وحش قشلاقی این روستا عبارتند از: گرگ، روباه، شغال، خرگوش صحرایی، جوجه تیغی و گراز.
همچنین در ارتفاعات نیمه ییلاقی و ییلاقی این روستا برخی پستانداران بزرگ وجود دارد که از دیرباز در این نواحی به‌طور خاص زندگی می‌کنن، که عبارتند از: پلنگ ایرانی، بزکوهی، گرگ، خرس و گراز.
در بلندی‌های قشلاقی اطراف روستا در ایام نوروز به وفور قارچ دنبلان یافت می‌گردد، که یکی از کمیاب‌ترین خوراکی‌های مقوی وحشی می‌باشد. همچنین در دامنه‌های تپه‌های اطراف باغات و روستا در مکان‌های خاص گیاه گشنیز وحشی در اوایل فصل بهار می‌روید که مردمان این روستا از آن به عنوان سبزی در سفره‌ها استفاده می‌کنند. در جنگل‌های ییلاقی روستای قوشچی طبیعتی پر از نعمتهای الهی خوراکی وجود دارد که همیشه اشتیاق افراد زیادی را به خود جذب می‌کند. در این جنگلها درختان آلوچه، ازگیل، زالزالک و زرشک به صورت وحشی به وفور یافت می‌گردد.

## مناظر طبیعی
مناظر تفریحی و دیدنی این محل بسیار است. از جمله به چشمهٔ آب معدنی کسمبعین می‌توان اشاره کرد که همیشه میزبان مسافران بسیاری حتی از شهرها و استان‌های دیگر می‌باشد. از دیگر طبیعت‌های سرسبز این روستا می‌توان «دربند» را نام برد که زیستگاه جانداران و گیاهان و حتی درختان کاشته شده ایل کلهر می‌باشد. چشمهٔ آق بولاق، قره کوول و قلاع فردوس از مناظر طبیعی در ناحیه ییلاقی این روستا می‌باشند.